# سیارک ۲۴۲۶۵
سیارک ۲۴۲۶۵ (به انگلیسی: 24265 Banthonytwarog، نامگذاری:1999XU143) بیست و چهار هزار و دویست و شصت و پنجمین سیارک کشف شده‌است که در ۱۳ دسامبر ۱۹۹۹ کشف شد.
قدر مطلق سیارک برابر ۱۵.۵ است.